# 利茨海崖
利茨海崖（英語：Litz Bluff），是南極洲的海崖，位於埃爾斯沃思地的瑟斯頓島，屬於沃克山脈的一部分，處於博格森山以西4公里，現時由南極條約體系管理。

## 外部連結
. . United States Geological Survey.   [2013-06-25].
72°11′S 99°8′W / 72.183°S 99.133°W